# Гражданска война в Русия
Руската гражданска война (на руски: Гражданская война в России) е гражданска война между множество политически, етнически и социални групи в бившата Руска империя, предизвикана от свалянето на руското временно правителство по време на Октомврийската революция през 1917 г. В нея участват много групи, които се борят да определят политическото бъдеще на Русия. В резултат на победата на болшевиките във войната в по-голямата част от територията ѝ е образувана Руската социалистическа федеративна съветска република, а по-късно и Съветският съюз. Финалът на Гражданската война бележи края на Руската революция, едно от ключовите събития на XX век.
Руската монархия приключва с абдикацията на император Николай II по време на Февруарската революция и Русия навлиза в период на бурни политически промени. Те достигат кулминацията си през същата година с Октомврийската революция, при която болшевиките свалят Временното правителство на новата Руска република. Болшевишкото завземане на властта не е всеобщо прието и страната изпада в конфликт, който между май и юни 1918 г. прераства в пълномащабна гражданска война. Двете най-големи воюващи страни са Червената армия, водена от болшевиките начело с Владимир Ленин, и силите, известни като Бяло движение (и неговата Бяла армия), водени главно от офицери на Руската империя, обединени около фигурата на Александър Колчак. Освен това, в конфликта срещу болшевиките са въвлечени съперничещи си войнствени социалисти, по-специално украинските анархисти от Махновщината и левите социалисти-революционери (есери). Те, както и зеленоармейците, се противопоставят на болшевиките, на белите и на чуждестранните интервенти. Тринадесет чуждестранни държави изпращат военни сили срещу Червената армия, по-специално съюзниците от Антантата, чиято основна цел е да възстановят Източния фронт на Първата световна война. Три чуждестранни държави от Централните сили също се намесват, съперничейки на интервенцията на Антантата с основна цел да запазят териториите, получени от тях според Брест-Литовския договор, сключен през март 1918 г. със Съветска Русия.
Болшевиките първоначално консолидират контрола си над по-голямата част от бившата империя. Спешно сключват Брест-Литовския мирен договор, приет нееднозначно вътре в страната, и Русия излиза от войната. През май 1918 г. Чехословашкият легион вдига бунт в Сибир. В отговор съюзниците от Антантата започват интервенция в Северна Русия и Сибир. Това, в съчетание със създаването на алтернативно Временно всеруско правителство от Александър Колчак през септември 1918, води до свиване на контролираната от болшевиките територия до европейска Русия и части от Централна Азия. През 1919 г. Бялата армия предприема офанзиви на трите фронта: през март на източния, през юли на южния и през октомври на западния. Настъплението на белите е спряно по-късно от червени контраофанзиви на изток и на юг и победа над Северозападната армия.
В началото на 1920 г. белите армии започват да отстъпват и са победени и на трите фронта. Въпреки че болшевиките побеждават, териториалният обхват на руската държава намалява, тъй като много неруски етнически групи използват безредиците, за да извоюват национална независимост. През март 1921 г., по време на полско-съветската война, е подписан Рижкият мирен договор, който разпределя спорните територии в Беларус и Украйна между Република Полша от една страна и Съветска Русия и Съветска Украйна от друга. Съветска Русия или нахлува в новообразуваните независими държави от бившата империя, или подкрепя местните болшевишки и социалистически сили. Естония, Латвия и Литва успяват да отблъснат съветските нашествия, докато Украйна, Беларус (в резултат на полско-съветската война), Армения, Азербайджан и Грузия биват окупирани от Червената армия. Към 1921 г. болшевиките побеждават националните движения в Украйна и на Кавказ, но антиболшевишките въстания в Централна Азия продължават до края на 20-те години на XX век.
Белите под командването на Колчак в крайна сметка са принудени да се оттеглят масово на изток (т.нар. Велик сибирски леден поход). Болшевишките сили също напредват на изток, въпреки че срещат съпротива в Чита, Якутия и Монголия. Скоро Червената армия вкарва клин между Донската и Доброволческата армия, принуждавайки ги да се евакуират по море от Новоросийск през март и от Крим през ноември 1920 г. След това до края на войната боевете са спорадични, например при превземането на Владивосток през октомври 1922 г. Антиболшевишката съпротива продължава с мюсюлманското басмаческо движение в Централна Азия и Хабаровския край до 1934 г. По време на войната са дадени приблизително между 7 и 12 милиона жертви, предимно цивилни граждани.

## Предистория
Руската империя воюва в Първата световна война от 1914 г. редом с Франция и Обединеното кралство (Антанта) срещу Германия, Австро-Унгария и Османската империя (Централни сили). Събитията от Гражднската война протичат на фона на военните действия на фронтовете, неуспехите на руската имперска армия, продоволствена криза, лишения и недоволство на цивилното население.
Февруарската революция от 1917 г. води до абдикацията на руския император Николай II . Създадено е Временно руско правителство, сформирано от коалиция от центристки партии, а в цялата страна са създадени органи на самоуправление – съвети, чиито членове са работници, войници и селяни, което води до ситуация на двувластие. През септември същата година е провъзгласена Руската република, но тя има много кратък живот – 14 септември 1917 – 7 ноември 1917.
Временното правителство, водено от социалиста-революционер Александър Керенски, не успява да реши най-належащите проблеми, най-важното – да сложи край на войната. Неуспешен военен преврат от войските на генерал Лавър Корнилов през септември 1917 г. предизвиква рязко нарастване на подкрепата за болшевиките, които поемат контрола над съветите на работническите и войнишките депутати, дотогава контролирани от социалистите революционери (есери). Обещавайки край на войната и „цялата власт на Съветите“, болшевиките начело с Ленин свалят Временното правителство в края на октомври с революция, станала известна като Октомврийска революция. Първоначалният ѝ етап, който включва нападението над Петроград (днес Санкт Петербург) преминава до голяма степен без човешки жертви. Въпреки че болшевиките завземат властта, те губят от есерите изборите за Учредително събрание през 1917 г., проведени през ноември. През януари 1918 г. болшевиките разпускат законно избраното Учредителното събрание и го заменят с Конгрес на Съветите на работническите, войнишките и селските депутати (на руски: Третий Всероссийский съезд Советов рабочих, солдатских и крестьянских депутатов), който става върховен орган на властта. Разпускането на Учредителното събрание е одобрено от левите есери и анархистите, като и двете групи са за по-радикална демокрация. Редица видни есери са назначени в правителството на Ленин – Совнарком – и ръководят министерства в няколко ресора: земеделие (Колегаев), имоти (Карелин), правосъдие (Щайнберг), пощи и телеграфи (Прошян) и местно самоуправление (Трутовски). Болшевиките запазват свободни места в Съветите и Централния изпълнителен комитет за меншевиките и левите есери, пропорционално на техния дял от гласовете на Конгреса. След като приемат условията на Брест-Литовския договор, сключен през март с Централните сили, и Русия излиза от войната, болшевиките скоро губят подкрепата на своите крайнолеви съюзници.

### Разпускане на Учредителното събрание и съпротива
Изборите за Учредително събрание са искане на болшевиките срещу Временното правителство, но то непрекъснато ги отлага. След Октомврийската революция изборите са проведени от органа, назначен от сваленото Временно правителство. Изборният кодекс се основава на всеобщо избирателно право, но партийните списъци на есерите са отпреди разделянето им на леви и десни. Антиболшевишките десни есери печелят изборите с мнозинство от местата, след което Ленин публикува статия в „Правда“, в която твърди, че формална демокрация е невъзможна поради класовите конфликти, конфликта с Украйна и въстанието на Кадет-Каледин. Той твърди, че Учредителното събрание трябва безусловно да приеме правителство на съветите, в противен случай ще бъде премахнато „с революционни средства“. През есента на 1917 г. РСДРП(б) развива активна дейност, за да придобие болшинство в Съветите, на първо място в Петроград и Москва.
На 4 януари 1918 г. Всеруският централен изпълнителен комитет приема резолюция, че лозунгът „Цялата власт на учредителното събрание“ е контрареволюционен и еквивалентен на „Долу съветите“.
Учредителното събрание се събира за първи път на 18 януари 1918 г. но заседава само броени часове. За президент е избран десният есер Виктор Чернов, който побеждава подкрепената от болшевиките лява есерка Мария Спиридонова (по-късно тя напуска болшевиките и след десетилетия в ГУЛАГ е разстреляна през 1941 г.). Болшевиките разпускат Учредителното събрание още на другия ден и продължават да управляват страната като еднопартийна държава, като към 1921 г. всички опозиционни партии вече са обявени извън закона

### Опозиция и репресии
В страната се надига съпротива срещу болшевиките. През април 1918 г. в Москва е основан Съюз на възраждането като нелегална организация за „демократична съпротива“ срещу болшевиките, съставена от народни социалисти и „индивидуални представители“ на есери, кадети и други партии. Те си поставят задачата да подкрепят антиболшевишките сили и да създадат руска държавна система, основана на „държавно съзнание, патриотизъм и граждански свободи“, с цел освобождаване на страната от „германо-болшевишкото“ иго.
На 7 май 1918 г. в Москва заседава Осмият партиен съвет на Партията на социалистите-революционери, който призовава за спасението на Русия чрез масово движение за демокрация. Есерите решават да започнат въстание срещу болшевиките с цел да свикат отново Руското учредително събрание. Докато подготовката е в ход, чехословашките легиони свалят болшевишката власт в Сибир, Урал и Поволжието в края на май – началото на юни 1918 г. и центърът на есерската дейност се премества там. На 8 юни 1918 г. петима членове на Учредителното събрание сформират Всеруски комитет на членовете на Учредителното събрание (Комуч) в Самара и го обявяват за нов върховен орган на властта в страната. След въстание на 29 юни 1918 г. във Владивосток е образувано Временно социалистическо-революционно правителство на автономен Сибир.
През юли 1918 г. е свикан Всесъюзен конгрес на съветите, на който левите есери надигат глас срещу редица действия на болшевиките, на първо място срещу Брест-Литовския договор. В резултат болшевиките, които имат мнозинство от делегатите, изключват меншевиките и левите есери от участие в управлението и ги обявяват за контрареволюционери. Те забраняват всяка опозиционна партия, когато тя се обърне срещу съветското правителство. Скоро болшевиките започват фиизически за елиминират опозиционните политици, като първи враг са анархистите. Политиката на политически репресии и екзекуции получава името Червен терор и започва през септември 1918 г. след опитите за покушение срещу Владимир Ленин, заедно с успешните убийства на лидера на Петроградската ЧК Моисей Урицки и партийния редактор В. Володарски. Основен инструмент за масовите репресии на болшевиките е тяхната тайна полиция Чека Червеният терор е моделиран по подобие на Големият терор от Френската революция и се стреми да елиминира политическото несъгласие, опозицията и всяка друга заплаха за болшевишката власт .

### Формиране на Червената армия
От средата на 1917 г. Руската императорска армия започва да се разпада. „[...] руската армия се разпада след неуспеха на офанзивата в Галиция през юли 1917 г.“ Болшевиките използват като основна военна сила доброволческата Червена гвардия, допълнена от въоръжени военни отряди на Чека (болшевишката държавна тайна полиция). През януари 1918 г., след значителни неуспехи в бойните действия, бъдещият руски народен комисар по военните и военноморските въпроси Лев Троцки оглавява реорганизацията на Червената гвардия в Работническо-селска червена армия, за да създаде по-ефективна бойна сила. Болшевиките назначават политически комисари във всяка част на Червената армия, за да поддържат духа и да си осигурят лоялност.
През юни 1918 г., когато става очевидно, че революционна армия, съставена единствено от работници, не е достатъчна, Троцки въвежда задължителна военна повинност за селските жители. Болшевиките преодоляват съпротивата на руснаците в селските райони срещу набора, като вземат заложници и ги разстрелват, когато е необходимо, за да ги подчинят. Принудителната военна повинност има смесени резултати, като успешно създава по-голяма армия от тази на белите, но с войници, безразлични към комунистическата идеология.
Червената армия използва бившите царски офицери като „военни специалисти“; понякога семействата им са вземани за заложници, за да се гарантира тяхната лоялност. В началото на Гражданската война бившите царски офицери формират три четвърти от офицерския корпус на Червената армия. Към края ѝ 83% от всички командири на дивизии и корпуси са бивши царски военни.

### Бяло движение и чуждестранна интервенция
Основната руска военна и политическа сила, противопоставяща се на болшевиките, е известна като Бяло движение или просто Белите; техните въоръжени формирования са известни като Бялата армия.
Някои историци разграничават Бялото движение от така наречената „демократична контрареволюция“, водена главно от десните есери и меншевиките, които се придържат към ценностите на парламентарната демокрация и до ноември 1918 г. поддържат антиболшевишки контраправителства (Комуч, Уфимска Директория) в съюз с руските десни партии. По-късно Бялото движение се обединява около фигурата на Александър Колчак, който идва на власт чрез военен преврат в Омск и съставя т.нар. Общоруско правителство на руската държава. След преврата на Колчак, десните есери и меншевиките се обръщат срещу белите и сътрудничат и с двете фракции в Гражданската война на тактическо ниво, като същевременно се опитват да свалят белите администрации или да се утвърдят като „трета сила“ на войната. Например, те се опитват да организират антиколчакски бунт през ноември 1919 г. с помощта на чешкия генерал Радола Гайда, а през 1920 г. сформират организацията „Политически център“, и успешно свалят бялата администрация в Иркутск.
Въпреки че Бялото движение включва разнообразни политически формации, от либерали през монархисти до ултранационалистите черносотници, и няма универсално приет лидер или доктрина, основната му сила са консервативните офицери. Това движение споделя много черти с широко разпространените десни контрареволюционни движения от онова време: национализъм, расизъм, недоверие към либералната и демократичната политика, клерикализъм, презрение към обикновения човек и неприязън към индустриалната държава. Въпреки че не всички участници в движението искат възстановяване на царизма, те като цяло го предпочитат пред революцията и затова основната им цел е установяването на ред, подобен на имперския. Позитивната им програма до голяма степен е обобщена в лозунга за „единна и неделима Русия“, което означава възстановяване на имперските държавни граници (с изключение на Полша и Финландия) и отричане на правото на самоопределяне. Бялото движение се свързва с погроми и антисемитизъм. В началото еврейските собственици подкрепят антиболшевиките, но по-късно движението става известно с антисемитските си погроми, пропаганда и дискриминация срещу евреите.
При създаването на Бялата армия е използвана структурата на Руската армия от периода на Временното правителство, като почти всяко отделно формирование има свои собствени характеристики. Военното изкуство на Бялата армия се основава на опита от Първата световна война, който оставя силен отпечатък върху спецификата на Гражданската война.
Западните съюзници въоръжават и подкрепят белите. Те се тревожат от евентуален руско-германски съюз, от перспективата болшевиките да изпълнят заплахите си за неизплащане на огромния външен дълг на имперска Русия и възможността комунистическите революционни идеи да се разпространят (опасение, споделяно и от много Централни сили). Следователно много от тях изразяват подкрепа за белите, включително предоставят войски и провизии. Уинстън Чърчил заявява, че болшевизмът трябва да бъде „удушен в люлката си“. Британците и французите подкрепят Русия с военни материали в голям мащаб по време на Първата световна война. След Брест-Литовския договор изглежда, че голяма част от тези материали ще попадне в ръцете на германците. За да предотвратят тази опасност, съюзниците се намесват, като Великобритания и Франция изпращат войски в руските пристанища. Те участват в ожесточени сблъсъци с болшевиките.
Централните сили също подкрепят антиболшевишките сили и белите. След Брест-Литовския договор основните цели на тяхната намеса са запазване на новозавладените буферни територии и предотвратяване на възстановяването на Източния фронт. След като Централните сили търпят поражение, много от армиите, които остават на фронта, помагат на руската Бяла гвардия да изкорени комунистите, предимно в прибалтийските страни. Прогермански фракции се борят срещу новообявените независими държави до поражението им от балтийските държави, подкрепени от победилите Съюзници.

### Движения за независимост и германски протекторати
След Брест-Литовския договор, Германската империя създава няколко краткотрайни буферни държави в сферата си на влияние: Балтийско херцогство, Херцогство Курландия и Семигалия, Литовско кралство, Полско кралство, Беларуска народна република и Украинска държава. След края на Първата световна война през ноември 1918 г., държавите престават да съществуват. Съветска Русия незабавно анулира Брест-Литовския договор и Червената армия започва „освободителен поход“ на запад, следвайки оттеглянето на германските войски.
Финландия е първата република, която обявява независимостта си от Русия през декември 1917 г. и се утвърждава в последвалата Финландска гражданска война, водена между националистите, подкрепяни от Германия, белите финландски гвардейци и социалистическите червени гвардейци, подкрепяни от болшевиките, от януари до май 1918 г. Втората полска република, Литва, Латвия и Естония сформират свои собствени армии веднага след отмяната на Брест-Литовския договор и началото на съветската офанзива на запад (на руски: Поход Красной армии в Прибалтику и Белоруссию (1918—1919)) и последвалата полско-съветска война през ноември 1918 г.

## География и хронология
В европейската част на Русия Гражданската война се води на три основни фронта: източен, южен и северозападен. Военните действия може грубо да се разделят на следните периоди.
Първият период е от Февруарската революция до края на_Първата световна война, приблизително от март 1917 г. до ноември 1918 г. Още в деня на революцията казашкият генерал Алексей Каледин отказва да я признае и завзема пълната правителствена власт в Донския регион, където започва да набира подкрепа Доброволческата армия. Подписването на Брест-Литовския договор през март 1918 г. е последвано от пряка интервенция на Антантата и Централните сили и въоръжаване на бойци за борба с болшевишкото правителство. През първия период болшевиките изземат от ръцете на Временното правителство и Бялата армия контрола над Централна Азия, създавайки база за Комунистическата партия в степта и Туркестан, където живеят близо два милиона руски заселници.
По-голямата част от боевете през първия период са спорадични, с малки воюващи групи и се характеризират с динамична и бързо променяща се стратегическа ситуация. Сред чуждестранните участници са Чехословашкият легион, поляците от 4-та и 5-та стрелкови дивизии и проболшевишки настроените латвийски стрелци.
Вторият период на Гражданската война продължава от януари до ноември 1919 г. В началото настъплението на белите армии от юг (под командването на Деникин), изток (под командването на Колчак) и северозапад (под командването на Юденич) е успешно, принуждавайки младата Червена армия и нейните съюзници да отстъпят и на трите фронта. През юли 1919 г. Червената армия претърпява нов неуспех в Крим след масово дезертьорство на нейни части към анархистката Въстаническа армия под командването на Нестор Махно. Това позволява на анархистките сили да консолидират властта в Украйна. Лев Троцки скоро реформира Червената армия, сключвайки първия от два военни съюза с махновците. През юни Червената армия за първи път спира настъплението на Колчак. След серия от сражения, подпомогнати от офанзива на Въстаническата армия срещу снабдителните линии на белите, през октомври и ноември Червената армия разгромява армиите на Деникин и Юденич.
Третият период на войната включва продължителното обкръжение на последните бели сили в Крим през 1920 г. Генерал Пьотър Врангел събира остатъците от армиите на Деникин, окупирайки голяма част от Крим. След неуспешно настъпление на север срещу Червената армия, войските на Врангел са принудени да се изтеглят на юг. Опитът им за нахлуване в Южна Украйна е отблъснат от Въстаническата армия. Преследвана от войските на Махно, армията на Врангел преминава в отбрана и накрая останките от нея се евакуират по море към Константинопол през ноември 1920 г.

## Военни действия през първия период

### Октомврийска революция
По време на Октомврийската революция болшевишката партия изпраща Червената гвардия (въоръжени групи от работници и дезертьори от императорската армия) да завземе контрола над Петроград и веднага започва да превзема градове и села в цялата бивша Руска империя. През януари 1918 г. болшевиките разпускат Руското учредително събрание и провъзгласяват Съветите (работническите съвети) за новото правителство на Русия.

### Първи антиболшевишки въстания
Първият опит за възвръщане на превзетата власт от болшевиките е направен с въстанието на Керенски-Краснов през октомври 1917 г. В подкрепа избухва Юнкерският бунт в Петроград, но Червената гвардия, с участието ва Латвийската стрелкова дивизия бързо го потушава.
Първоначалните групи, които се борят срещу комунистите, са местните казашки армии, декларирали лоялност към Временното правителство. Сред тях се открояват Каледин от Донските казаци и генерал Григорий Семенов от Сибирските казаци. Водещи царски офицери от императорската руска армия също започват съпротива. През ноември генерал Михаил Алексеев, началник щаб на царя по време на Първата световна война, започва да организира Доброволческа армия в Новочеркаск. Доброволците са предимно офицери от старата руска армия, военни кадети и студенти. През декември 1917 г. към Алексеев се присъединяват генерал Лавър Корнилов, Деникин и други царски офицери, избягали от ареста, където са затворени след неуспешната акция на Корнилов точно преди революцията. На 9 декември се разбунтува Военно-революционният комитет в Ростов, като болшевиките контролират града в продължение на пет дни, но след това войниците на Алексеев и Каледин превземат града. Според Питър Кенез „Операцията, започнала на 9 декември, може да се счита за начало на Гражданската война.“
В „Декларацията за правата на народите на Русия“ от ноември 1917 г. болшевиките декларират, че всяка нация под имперско руско управление трябва незабавно да получи право на самоопределение. Болшевиките започват да узурпират властта на Временното правителство в териториите на Централна Азия скоро след създаването на Туркестанския комитет в Ташкент. Този комитет, съставен предимно от бивши царски служители, е създаден през април 1917 г. от Временното правителство. Болшевиките се опитват да поемат контрола над комитета на 12 септември 1917 г., но не успяват и много от тях са арестувани. Въпреки това, поради общественото недоволство болшевишките затворници са освободени почти веднага, а два месеца по-късно, през ноември, този правителствен орган е успешно превзет. Съюзите на мохамеданските трудещи се (сформирани от руски заселници и местни жители през март 1917 г.) ръководят множество стачки в индустриалните центрове през септември 1917 г. След като болшевиките свалят Временното правителство в Ташкент, мюсюлманските елити сформират автономно правителство на Туркестан, наричано „Кокандска автономия“ (или просто Коканд). Белите подкрепят това правителство, просъществувало няколко месеца поради изолацията на болшевишките войски от Москва.
През януари 1918 г. съветски войски, под командването на подполковник Муравьов, нахлуват в Украйна и окупират Киев, където властта е в ръцете на Централния съвет на Украйна. С помощта на Киевското арсенално въстание, болшевиките превземат града на 26 януари.

### Брест-Литовски мир
Болшевиките искат незабавно да сключат мир с Централните сили, както са обещали на руския народ преди революцията. Политическите врагове на Владимир Ленин свързват това решение с влияние от Министерството на външните работи на Германия, което се надява, че Русия ще излезе от Първата световна война. Подозренията за влияние се подсилват от помощта, оказана от германците за завръщането на Ленин в Петроград от Швейцария. След военното фиаско на лятната офанзива (юни 1917 г.) и разбиването на структурата на руската императорска армия, става изключително важно Ленин да осъществи обещания мир. Още преди неуспешната лятна офанзива руското население е настроено много скептично относно продължаването на войната. От съюзните страни Франция и Великобритания в Русия пристигат социалисти със задача да убедят руснаците да продължат борбата, но не успяват да преобърнат новото пацифистко настроение.
На 16 декември 1917 г. в Брест-Литовск е подписано примирие между Русия и Централните сили и започват мирни преговори. Като условие за сключването на мир, Централните сили (Германската и Османската империи) окупират огромни парчета от бившата Руска империя, което силно разстройва националистите и консерваторите. Лев Троцки, представляващ болшевиките, първоначално отказва да подпише договора, като същевременно продължава да спазва едностранното прекратяване на огъня.
В отговор германците започват операция „Фаустшлаг“ на Източния фронт на 18 февруари 1918 г., като 11 дни не срещат практически никаква съпротива в кампанията. Подписването на официален мирен договор става единствената възможност за болшевиките, защото руската армия е демобилизирана, а Червената гвардия не може да спре вражеското настъпление. Съветите отстъпват и официалното споразумение, Брест-Литовският договор, става факт на 3 март. Съветска Русия разглежда договора единствено като необходимо и целесъобразно средство да излязе от войната.

### Финландия (1918 г.)
След Октомврийската революция Финландия обявява независимост от Руския на 6 декември 1917 г., и признава болшевишкото правителство на 4 януари 1918 г. Вътрешното напрежение и разделението на населението обаче ескалират в гражданска война между социалистическата Червена гвардия на Финландия и консервативните бели финландци.
Финландските червени, подкрепяни политически и логистично от Съветска Русия, завземат контрола над южните индустриални райони. За разлика от тях, белите, водени от главнокомандващия на Бялата армия Карл Густав Емил Манерхайм, установяват контрол на север и получават пряка военна помощ от Германската империя. В Южна Финландия през април 1918 г. дебаркират германски войски и помагат на белите да превземат Хелзинки и други градове. Доброволци от Швеция, Естония, Полша и някои руски бели също се сражават за финландските бели.
Поражението на червените е последвано от сурови репресии, включително масови затвори и екзекуции, с брой на жертвите около 36 000 души. Войната официално приключва през май 1918 г. с победата на белите сили и консолидирането на независимо финландско правителство.
След победата на белите, Финландия за кратко пробва да установи монархия. През октомври 1918 г. финландският парламент избира Фридрих Карл от Хесен (Фредерик Каарле), немски принц, за крал на Финландия. Обаче след поражението на Германия в Първата световна война и падането на империята, планът е изоставен. Фридрих Карл се отказва от трона през декември 1918 г. и Финландия става република, приемайки републиканска конституция през 1919 г.
Финландия продължава участието си в Гражданската война, например в Източнокарелското въстание от 1921 – 1922 г., мащабен бунт на карелски сепаратисти, подкрепени от финландски доброволци, целящи установяването на независима или автономна Източна Карелия. Въпреки упоритите боеве, въстанието в крайна сметка е потушено от Червената армия, с което се слага край на надеждите за независимост или присъединяване на Източна Карелия към Финландия.
Успоредно с тези усилия, Мурманският легион, известен още като Финландския легион, става част от Британския кралски флот по време на интервенцията на Антантата в Северна Русия от 1918 – 1919 г. Съставен е от финландски червеногвардейци, избягали след Финландската гражданска война в Съветска Русия, и от някои финландци, работещи по Мурманската железопътна линия. Легионът, заедно с британските войски, отблъсква Виенската експедиция на финландските белогвардейци през 1918 г. и отбранява Мурманската железопътна линия.
До 1922 г. повечето военни действия приключват със заселването на оспорваните територии, създавайки съветско-финландската граница.

### Украйна, Южна Русия и Кавказ (1918 г.)
В Украйна, към април 1918 г. германско-австрийската операция „Фаустшлаг“ прогонва болшевиките. Победите на Централните сили са обусловени от апатията на местното население и по-ниските бойни умения на болшевишките войски в сравнение с противника.
Под съветски натиск, Доброволческата армия предприема епичния Леден поход от Екатеринодар до Кубан на 22 февруари 1918 г., където се съединява с кубанските казаци с цел нападение срещу Екатеринодар, но то е неуспешно. Съветите си връщат Ростов на следващия ден. Корнилов е убит в битката на 13 април, и Деникин поема командването. Отблъсквайки непрекъснато преследвачите си, армията успява да си пробие път обратно към Дон до май, където е започнало казашко въстание срещу болшевиките.
През юни 1918 г. Доброволческата армия, наброяваща около 9000 души, започва Втората си Кубанска кампания, като на 16 август превзема Екатеринодар, последван от Армавир и Ставропол. В началото на 1919 г. тя контролира Северен Кавказ.
На 8 октомври Алексеев умира. На 8 януари 1919 г. Деникин става върховен главнокомандващ на т.нар. Въоръжени сили на Южна Русия, обединявайки Доброволческата армия с Донската армия на Пьотр Краснов. Пьотр Врангел става началник на щаба на Деникин.
През декември три четвърти от армията е в Северен Кавказ. Това включва три хиляди войници на Владимир Ляхов около Владикавказ, тринадесет хиляди войници под командването на Врангел и Казанович в центъра на фронта, почти три хиляди души на Станкевич с донските казаци, докато трите хиляди на Владимир Май-Маевски са изпратени в Донския басейн, а де Боде командва две хиляди в Крим.

### Източна Русия, Сибир и Далечният изток (1918 г.)
Въстанието на Чехословашкия легион избухва през май 1918 г. и продължава с окупацията на Транссибирската железница от Уфа до Владивосток. С въстания е завзета властта и в други болшевишки градове. На 7 юли западната част на легиона се обявява за нов източен фронт, очаквайки съюзническа намеса. Според Уилям Хенри Чембърлин „В резултат на първите успехи на чехите се появиха две правителства: Западносибирският комисариат и правителството на Комитета на членовете на Учредителното събрание в Самара“. На 17 юли, поради настъплението на белите към Екатеринбург, бившият цар и семейството му са убити.
Меншевиките и есерите подкрепят селяните, борещи се срещу съветския контрол върху доставките на храни. През май 1918 г., с подкрепата на Чехословашкия легион, те превземат Самара и Саратов, създавайки Комитет от членове на Учредителното събрание, известен като „Комуч“. До юли властта му се разпростира върху голяма част от района, контролиран от Чехословашкия легион. Комуч провежда противоречива социална политика, съчетавайки демократични и социалистически мерки, като например въвеждането на осемчасов работен ден, с „реституционни“ действия, като връщането на фабриките и земята на бившите им собственици. След падането на Казан, Владимир Ленин призовава за изпращане на петроградски работници на Казанския фронт: „Трябва да изпратим максималния брой петроградски работници: (1) няколко десетки „лидери“ като Каюров ; (2) няколко хиляди редови бойци“.
След серия от неуспехи на фронта, военният комисар Троцки, въвежда все по-сурови мерки, за да предотврати несанкционирано отстъпление, дезертьорство и бунтове в Червената армия. На фронта Специалните разследващи сили на ЧК (наричани Специален наказателен отдел на Всеруската извънредна комисия за борба с контрареволюцията и саботажа или Специални наказателни бригади) следват Червената армия, провеждайки полеви трибунали и екзекуции на войници и офицери, които дезертират, отстъпват от позициите си или не проявяват достатъчен нападателен ентусиазъм.  Специалните следствени сили на Чека са натоварени и с разкриването на саботаж и контрареволюционна дейност от страна войници и командири на Червената армия. Троцки разширява прилагането на смъртно наказание дори до политически комисар, чийто отряд се е оттеглил или разпръснал пред лицето на врага. През август, разочарован от продължаващите съобщения за войски на Червената армия, които не издържат под обстрел, Троцки разрешава формирането на заградителни отряди, разполагани зад частите на Червената армия и издава заповед да се стреля по всеки, който отстъпва от бойната линия без разрешение.
През септември 1918 г. Комуч, сибирското временно правителство, и други антиболшевишки настроени руснаци свикват Държавна дума в Уфа и се споразумяват да сформират ново Временно всеруско правителство в Омск. Избрана е Директория от петима души: двама есери Николай Авксентиев и Владимир Зензинов, представител на кадетите адвокат В. А. Виноградов, сибирският премиер Вологодски и генерал Василий Болдирев.
Към есента на 1918 г. антиболшевишките сили на изток включват Народната армия (Комуч), Сибирската армия (на Сибирското временно правителство) и въстанически казашки части от Оренбург, Урал, Сибир, Семиречье, Байкал, както и Амурските и Усурийските казаци, номинално под командването на генерал В. Г. Болдирев, назначен от Уфимската Директория.
На Волга, белият отряд на полковник Капел превзема Казан на 7 август, но червените сили си връщат града на 8 септември 1918 г. след контраофанзива. На 11-ти пада Симбирск, а на 8 октомври - Самара. Белите отстъпват на изток към Уфа и Оренбург.
В Омск руското временно правителство бързо попада под влиянието, а по-късно и под диктата на новия си военен министър, контраадмирал Колчак. На 18 ноември с държавен преврат Колчак става върховен лидер. Двама членове на Директорията са арестувани и впоследствие депортирани, а Колчак е провъзгласен за „Върховен управител“ и „Главнокомандващ на всички сухопътни и военноморски сили на Русия“. Към средата на декември 1918 г. белите армии са принудени да напуснат Уфа, но компенсират това с успешно настъпление към Перм на 24 декември.

### Заградителни отряди
В Червената армия концепцията за заградителни отряди възниква за първи път през август 1918 г. с формирането на „отрядите против отстъпление“ (заградителни отряди). Те са съставени членове на наказателните отряди на ЧК или от редовните пехотни полкове на Червената армия.
Първото разполагане на заградителни отряди от Червената армия става в края на лятото и през есента на 1918 г. на източния фронт на Руската гражданска война, когато Лев Троцки упълномощава Михаил Тухачевски, командир на 1-ва армия, да разположи такива зад ненадеждните пехотни полкове, със заповед да стрелят, ако войниците дезертират или отстъпят от фронтовата линия без заповед.
През декември 1918 г. Троцки нарежда да се сформират такива отряди, които да се прикачат към всяко пехотно формирование в Червената армия.
Заградителните отряди са използвани и за налагане на болшевишки контрол върху доставките на храна в районите, контролирани от Червената армия, като част от политиката на Ленин на военен комунизъм, роля, която скоро им навлича омразата на руското цивилно население. Тези политики отчасти причиняват руския глад от 1921 – 1922 г., който убива около пет милиона души. Гладът е предшестван от лоши реколти, сурова зима и суша, особено в долината на Волга, и бива изострен от редица фактори: войната, присъствието на Бялата армия и методите на военния комунизъм. Епидемиите от болести като холера и тиф също допринесатя за жертвите от глад.

### Централна Азия (1918 г.)
През февруари 1918 г. Червената армия сваля подкрепяната от белите Кокандска автономия в Туркестан. Въпреки че това сякаш затвърждава болшевишката власт в Централна Азия, скоро за Червената армия възникват нови проблеми, защото започват да се намесват съюзнически сили. най-голямата заплаха за Червената армия в Централна Азия през 1918 г. представлява британската подкрепа за Бялата армия. Великобритания изпраща трима висши военни в района. Подполковник Фредерик Маршман Бейл, отива на мисия в Ташкент, но болшевиките го принуждават да избяга. Генерал Уилфрид Малесън помага на меншевиките в Ашхабад с малък англо-индийски отряд. Той обаче не успява да овладее Ташкент, Бухара и Хива. Генерал-майор Дънстервил е прогонен от болшевиките само месец след пристигането си в Централна Азия през август 1918 г. Въпреки британските намеси през 1918 г., болшевиките продължават да подчиняват населението на Централна Азия. Първият регионален конгрес на Руската комунистическа партия се свиква в град Ташкент през юни 1918 г. с цел да се стимулира подкрепа за местна болшевишка партия.

### Въстание на левите есери
На 6 юли 1918 г. двама есери и служители на ЧК, Яков Блумкин и Николай Андреев, убиват германския посланик граф Мирбах. В Москва въстанието на левите есери е потушено от болшевиките, следват масови арести на есери и зачестяват екзекуциите. Чембърлин отбелязва: „Времето на относителна снизходителност към бившите събратя революционери е приключило. Левите социал-революционери, разбира се, вече не са толерирани като членове на Съветите; от този момент съветският режим се превръща в чиста и откровена диктатура на Комунистическата партия.“ По подобен начин са потушени изненадващите атаки на Борис Савинков и много от заговорниците са екзекутирани, докато „масовият червен терор“ става ежедневие.

## Военни действия през втория период

### Естония, Латвия и Петроград
Естония прочиства Червената армия от територията си до януари 1919 г. Балтийските германски доброволци превземат Рига от Червените латвийски стрелци на 22 май, но естонската 3-та дивизия побеждава балтийските германци месец по-късно, подпомагайки създаването на Република Латвия.
Това обуславя появата на нова заплаха за Червената армия от генерал Юденич, който през лятото с местна и британска подкрепа организира Северозападната армия в Естония. През октомври 1919 г. той се опитва да превземе Петроград с внезапна атака с около 20 000 души. Атаката е добре изпълнена, с нощни атаки и светкавични кавалерийски маневри към фланговете на отбраняващата се Червена армия. Юденич разполага и с шест британски танка, които предизвикват паника при всяка поява. Съюзниците предоставят големи количества помощ на Юденич, но той пак се оплаква, че не получава достатъчно подкрепа.
Към 19 октомври войските на Юденич достигат покрайнините на града. Някои членове на болшевишкия централен комитет в Москва са готови да се откажат от Петроград, но Троцки отказва да приеме загубата на града и лично организира неговата отбрана. Самият Троцки заявява: „Невъзможно е малка армия от 15 000 бивши офицери да овладее работническа столица със 700 000 жители.“ Той избира стратегия за градска отбрана, провъзгласявайки, че градът „ще се защити на собствената си земя“ и че Бялата армия ще се изгуби в лабиринта от укрепени улици и там „ще намери гроба си“.
Троцки въоръжава всички налични работници, мъже и жени, и нарежда прехвърлянето на подкрепления от Москва. В рамките на няколко седмици Червената армия в Петроград, утроява своята численост и вече превъзхожда Юденич три към едно. Юденич, лишен от провизии, решава да прекрати обсадата и отстъпва. Той многократно иска разрешение да изтегли армията си през границата с Естония. Въпреки това, частите, отстъпващи през границата, са разоръжени и интернирани. Това става по заповед на естонското правителство, което е започнало мирни преговори със съветското правителство на 16 септември и е информирано от съветските власти за решението им от 6 ноември, че ако на Бялата армия бъде позволено да се оттегли в Естония, червените ще я преследват през границата. Всъщност червените атакуват позиции на естонската армия и боевете продължават до влизането в сила на прекратяване на огъня на 3 януари 1920 г. След Тартуския договор повечето от войниците на Юденич заминават в изгнание. Бившият императорски руски, а след това финландски генерал Манерхайм планира интервенция, за да помогне на белите в Русия да превземат Петроград, но не получава необходимата подкрепа. Ленин смята за „напълно сигурно, че и най-малката помощ от Финландия би определила съдбата на [града]“.

### Северна и Западна Русия (1919 г.)
Британците окупират Мурманск и превземат Архангелск заедно с войски на Съединените щати. С отстъплението на Колчак в Сибир (Велик сибирски леден поход), те изтеглят войските си от градовете, преди зимата да ги е хванала в капан и да не могат да напуснат по море. Останалите бели сили под командването на Евгений Милър се евакуират от региона през февруари 1920 г.
Червената армия предприема настъпление на запад с цел да установи съветска власт на територията на Беларус и Прибалтика в т.нар. от съветската историография Освободителен поход. Официалната цел на похода е да не се допусне преминаване на властта в ръцете на дребнобуржоазните партии и т.нар. „социал-съглашенци“ (меншевики, есери, Бунд). Походът включва настъпление на 7-ма армия в Естония и Латвия и Западната армия в Беларус и Литва. Противници на Червената армия са: в Естония – естонски войски, Северният корпус на белогвардейците и финландски доброволци; в Латвия – Прибалтийският ландесвер и две немски дивизии; в Литва – Прусският доброволчески корпус на Макс Хофман; в Беларуси – полските отряди за самоотбрана и украинските хайдамаци и петлюровци.

### Сибир (1919)
В началото на март 1919 г. започва общо настъпление на белите на източния фронт. Уфа е превзета отново на 13 март; до средата на април Бялата армия се е спряла на линията Глазов – Чистопол – Бугулма – Бугуруслан – Шарлык. В края на април червените започват контранастъпление срещу силите на Колчак. Червената 5-та армия, водена от Тухачевски, превзема Елабуга на 26 май, Сарапул на 2 юни и Ижевск на 7-ми и продължава напредването си. И двете страни отбелязват победи и загуби, но към средата на лятото Червената армия е по-многочислена от Бялата армия и успява да си върне загубените преди това територии.
След неуспешната офанзива при Челябинск, белите армии се оттеглят отвъд Тобол. През септември 1919 г. започва бяла офанзива срещу Тоболския фронт, това е последният опит за промяна на хода на събитията. На 14 октомври обаче червените контраатакуват и по този начин започва непрекъснатото отстъпление на белите на изток. На 14 ноември 1919 г. Червената армия превзема Омск. Адмирал Колчак загубва контрола над правителството си малко след поражението; силите на Бялата армия в Сибир на практика престават да съществуват през декември. Отстъплението на белите армии от източния фронт продължава три месеца, до средата на февруари 1920 г., когато оцелелите, след като прекосяват езерото Байкал, достигат района на Чита и се обединяват със силите на атаман Семенов.

### Южна Русия (1919 г.)
Казаците не успяат да се организират и да се възползват от успехите си в края на 1918 г. През 1919 г. те започват да изпитват недостиг на провизии. И когато през януари 1919 г. започва съветската контраофанзива под командването на болшевишкия командир Антонов-Овсеенко, казашките сили бързо се разпръсват. Червената армия превзема Киев на 3 февруари 1919 г.
Военната мощ на Деникин продължава да расте през 1919 г., като значителни боеприпаси са доставени от Британската империя. През януари, Въоръжените сили на Южна Русия (ВСЮР) на Деникин завършват елиминирането на червените в Северен Кавказ и се придвижват на север, в опит да защитят Донбас.
На 18 декември 1918 г. в Одеса и Крим дебаркират френски войски, но напускат Одеса на 6 април 1919 г. и Крим в края на месеца. Според Чембърлин „Франция е оказала далеч по-малко практическа помощ на белите, отколкото Англия; единственото ѝ самостоятелно начинание за интервенция в Одеса завършва с пълно фиаско.“
След това Деникин реорганизира Въоръжените сили на Южна Русия под ръководството на Владимир Май-Маевски, Владимир Сидорин и Пьотр Врангел. На 22 май Кавказката армия на Врангел разбива 10-та армия (РСФСР) в битката за Великокняжеская, а след това превзема Царицин на 1 юли. Сидорин напредва на север към Воронеж, увеличавайки силата на армията си. На 25 юни Май-Маевски превзема Харков, а след това Екатеринослав на 30 юни, което принуждава червените да изоставят Крим. На 3 юли Деникин издава директива, според която армиите му ще се съберат в Москва.
Въпреки че Великобритания изтегля собствените си войски от театъра на военните действия през 1919 г. , тя продължава да предоставя значителна военна помощ (пари, оръжия, храна, боеприпаси и някои военни съветници) на Белите армии. Майор Юън Камерън Брус от британската армия предлага доброволно да командва британска танкова мисия в помощ на Бялата армия. Той е награден с орден „За изключителна служба“ за проявена храброст по време на битката при Царицин през юни 1919 г. за самостоятелното щурмуване и превземане на укрепения град Царицин под силен оръдеен огън само с един танк, при което залавя над 40 000 пленници. Падането на Царицин се разглежда като „една от ключовите битки на Руската гражданска война“ и помага значително на каузата на белите. Известният историк сър Базил Лидъл Харт коментира, че действията на Брус с танка по време на битката трябва да се разглеждат като „един от най-забележителните подвизи в цялата история на Танковия корпус“.
На 14 август болшевиките започват контраофанзива на Южния фронт. След шест седмици тежки боеве контраофанзивата се проваля и Деникин успява да превземе още територии. Към ноември Белите са достигнали Збруч, украинско-полската граница.
Войските на Деникин представляват реална заплаха и за известно време заплашват да достигнат Москва. Червената армия, изтощена от боевете на всички фронтове, е принудена да напусне Киев на 30 август. Курск и Орел са превзети съответно на 20 септември и 14 октомври. Орел, само 205 mi (330 km) от Москва, е най-близкото разстояние, на което белите доближават целта си. Казашката Донска армия под командването на генерал Владимир Сидорин продължава на север към Воронеж, но кавалеристите на Семьон Будьони ги разбиват там на 24 октомври. Това позволи на Червената армия да прекоси река Дон, заплашвайки да раздели Донската и Доброволческата армии. Ожесточени боеве се водят за ключовия железопътен възел Касторное, който е превзет на 15 ноември. Курск е превзет отново два дни по-късно.
Кенез заявява: „През октомври Деникин управлява над четиридесет милиона души и контролира икономически най-ценните части на Руската империя.“ И въпреки това „Белите армии, които се бяха сражавали победоносно през лятото и началото на есента, отстъпиха в безпорядък през ноември и декември.“ Фронтовата линия на Деникин е твърде разтегната, докато в тила резервите му се борят с анархистите на Махно. Между септември и октомври червените мобилизират сто хиляди нови войници и възприемат стратегията на Троцки-Вацетис, като Девета и Десета армии формират Югоизточния фронт на В. И. Шорин между Царицин и Бобров, докато Осма, Дванадесета, Тринадесета и Четиринадесета армии формират Южния фронт на А. И. Егоров между Житомир и Бобров. Сергей Каменев командва двата фронта. Отляво на Деникин е Абрам Драгомиров, докато в центъра му е Доброволческата армия на Владимир Май-Маевски, Донските казаци на Владимир Сидорин са по на изток, като Кавказката армия на Врангел е при Царицин, а в Северен Кавказ допълнителни части се опитват да превземат Астрахан. На 20 октомври Май-Маевски е принуден да напусне Орел по време на Орелско-Курската операция. На 24 октомври Семьон Будьони превзема Воронеж, а на 15 ноември – Курск по време на Воронежко-Касторнойската операция (1919 г.) . На 6 януари червените достигат Черно море при Мариупол и Таганрог, а на 9 януари достигат Ростов. Според Кенез „Белите вече са загубили всички територии, завзети през 1919 г., и държат приблизително същата област, в която са започнали две години по-рано.“

### Централна Азия (1919 г.)
Към февруари 1919 г. британското правителство е изтеглило военните си сили от Централна Азия. Въпреки успеха на Червената армия, нападенията на Бялата армия в Европейска Русия и други райони прекъсват комуникацията между Москва и Ташкент и за известно време Централна Азия е напълно откъсната от силите на Червената армия в Сибир. Въпреки това болшевиките продължават усилията си да спечелят подкрепа за болшевишката партия в Централна Азия, като през март провеждат втора регионална конференция. По същото време е сформирано регионално бюро на мюсюлманските организации на Руската болшевишка партия. Болшевишката партия продължи да се опитва да спечели подкрепа сред местното население, като му създаде впечатление за по-добро представителство във властта и до края на годината успява да поддържа хармония с народите на Централна Азия.
Трудностите в комуникацията с Червената армия в Сибир и Европейска Русия са преодолени в средата на ноември 1919 г. Успехите на Червената армия водят до възстановяване на комуникацията с Москва и до обявяване на победа на болшевиките над Бялата армия в Туркестан.
В Уралско-Гурьевската операция от 1919 – 1920 г. Червеният Туркестански фронт разгромява Уралската армия. През зимата на 1920 г. уралските казаци и техните семейства, общо около 15 000 души, се отправят на юг по източния бряг на Каспийско море към крепостта Александровск. Само няколкостотин от тях достигат Персия през юни 1920 г. Оренбургската независима армия е сформирана от оренбургски казаци и други войски, които се разбунтуват срещу болшевиките. През зимата на 1919 – 20 г. Оренбургската армия се оттегля към Семиречье в така наречения Гладен поход, като половината от участниците загиват. През март 1920 г. останките ѝ преминават границата и навлизат в северозападния регион на Китай.

## Военни действия през третия период

### Южна Русия, Украйна и Кронщат (1920 – 1921)
В началото на 1920 г. Деникин е принуден да защищава Новорусия, Кримския полуостров и Северен Кавказ. На 26 януари кавказката армия се оттегля отвъд Манич. На 7 февруари червените окупират Одеса, но след това анархистите на Махно започват да се бият с Четиринадесета червена армия. На 20 февруари Деникин успява да си върне Ростов, последната му победа, преди да го напусне скоро след това.
В началото на 1920 г. основната част на въоръжените сили на Южна Русия бързо се оттегля към Дон, към Ростов. Деникин се надява да задържи местата за прекосяване през Дон, след което да си почине и да преструктурира войските си, но Бялата армия не успява да задържи района на Дон и в края на февруари 1920 г. започва отстъпление през Кубан към Новоросийск. Небрежната евакуация на Новоросийск е мрачно събитие за Бялата армия. Руски и съюзнически кораби евакуират около 40 000 от деникинските войници от Новоросийск в Крим, без коне или тежка техника, докато около 20 000 мъже са изоставени и са или разпръснати, или пленени от Червената армия. След катастрофалната евакуация от Новоросийск, Деникин подава оставка, а военният съвет избира Врангел за нов главнокомандващ на Бялата армия. Той успява да възстанови реда в обезсърчените войски и да преобрази армията, която отново е способна да встъпи в бой. През цялата 1920 г. тя се запазва като организирана сила в Крим
След като болшевишкото правителство на Москва подписва военен и политически съюз с Нестор Махно и украинските анархисти, Въстаническата армия атакува и разбива няколко полка от войските на Врангел в Южна Украйна, принуждавайки го да се оттегли, преди да заграби реколтата от зърно.
Затруднен в усилията си да консолидира властта си, Врангел атакува на север в опит да се възползва от скорошните поражения на Червената армия в края на Полско-съветската война от 1919 – 1920 г. Червената армия в крайна сметка спира настъплението и войските на Врангел са принудени да се оттеглят през ноември 1920 г. в Крим, преследвани както от червената, така и от черната кавалерия и пехота. На 14 ноември 1920 г. флотът на Врангел евакуира него и армията му в Константинопол, слагайки край на войната между червените и белите в Южна Русия.
След поражението на Врангел, Червената армия незабавно денонсира съюзническия си договор от 1920 г. с Нестор Махно и атакува анархистката Бунтовническа армия; започва кампания за ликвидиране на Махно и украинските анархисти. Извършен е опит за убийство на Махно от агенти на Чека. Гневът срещу продължаващите репресии от страна на болшевишкото комунистическо правителство и Чека води до военноморски бунт в Кронщат през март 1921 г., последван от селски бунтове – всички те са потушени от болшевиките. Началото на годината е белязано от стачки и демонстрации – както в Москва и Петроград, така и в провинцията – поради народното недоволство от военния комунизъм. В отговор на протестите болшевиките въвеждат военно положение и изпращат Червената армия да разпръсне работниците. Това е последвано от масови арести, извършени от Чека. Репресиите и малки отстъпки само временно потушават недоволството, тъй като протестите в Петроград продължават през март същата година. Този път към фабричните работници се присъединяват моряци, дислоцирани на близкия остров-крепост Кронщат. Разочаровани от болшевишкото правителство, бунтовниците искат серия от реформи, включително: намаляване на болшевишките привилегии, нов избор на съвети, включващи социалистическите и анархистките групи, икономическа свобода за селяните и работниците, разпускане на бюрократичните правителствени органи, създадени по време на Гражданската война, и възстановяване на правата на работниците. Работниците и моряците от Кронщатското въстание са незабавно смазани от Червената армия, като хиляда бунтовници са убити в бой, а още хиляда са екзекутирани през следващите седмици, като много други бягат в чужбина и в провинцията. Тези събития съвпадат с 10-ия конгрес на Руската комунистическа партия (болшевики). Там Ленин твърди, че съветите и принципът на демократическия централизъм в болшевишката партия все още гарантират демокрацията. Въпреки това, виждайки подкрепата за Кронщат в болшевишките редици, Ленин издава и „временна“ забрана на фракциите в Руската комунистическа партия. Тази забрана остава в сила до революциите от 1989 г., според критиците превръща в празна формалност демократичните процедури в партията и помага на Сталин да консолидира много повече власт в рамките на партията. Съветите са трансформирани в бюрократична структура, която съществува през цялата история на Съветския съюз и се намира изцяло под контрола на партийните служители и Политбюро. Атаките на Червената армия срещу анархистите и техните симпатизанти се засилват през цялата 1921 г.

### Сибир и Далечният изток (1920 – 1922)
В Сибир армията на адмирал Колчак се е разпаднала. Самият той се отказва от командването след загубата на Омск и определя ген. Григорий Семьонов за нов командир на Бялата армия в Сибир. Не след дълго Колчак е арестуван от недоволния Чехословашки легион, докато пътува към Иркутск без защитата на армията, и е предаден на социалистическия политически център в Иркутск. Шест дни по-късно режимът е заменен от Военно-революционен комитет, доминиран от болшевиките. На 6 – 7 февруари Колчак и неговият министър-председател Виктор Пепеляев са разстреляни, а телата им са хвърлени през леда на замръзналата река Ангара, точно преди пристигането на Бялата армия в района.
Останки от армията на Колчак достигат Задбайкалието и се присъединяват към войските на Семьонов, образувайки Далекоизточната армия. С подкрепата на японската армия тя успява да задържи Чита, но след изтеглянето на японците позицията на Семенов става неудържима и през ноември 1920 г. той е прогонен от Задбайкалието и се укрива в Китай. Японците, които имат планове да анексират Амурския край, в крайна сметка се изтеглят, тъй като болшевиките постепенно установяват контрол над руския Далечен изток. На 25 октомври 1922 г. Владивосток е превзет от Червената армия и Временното приамурско правителство е свалено.
През юли 1921 г. белогвардейските войски, командвани от генерал барон Роман фон Унгерн-Щернберг, са разгромени в Далечния изток от войските на 5-а армия на Червената армия и монголските военни отряди на народното монголско опълчение, командвани от Дамдийн Сухе-Батор и Хорлоогий Чойбалсан. Така побеждава монголската революция, след което е провъзгласена независимостта на Монголия от китайска окупация и тя става втората в света социалистическа страна (през 1924 г. наименувана Монголска народна република).

## Последици

### Политически последици
След войната се установява нова политическа единица: Руска съветска федеративна социалистическа република (РСФСР). Всъщност съветите не играят централна роля в нея. Цялата власт е в ръцете на членовете на Руската комунистическа партия (болшевики), които заемат всички постове в Совнаркома и ключовите постове на по-ниските нива от държавното управление. Самата партия е доминирана от своя Централен комитет, начело с Ленин. С края на войната партията вече не е изправена пред остра военна заплаха за съществуването и властта си. Въпреки това, опасенията от продължаващо народно недоволство допринасят за продължаващата милитаризация на съветското общество. Пълният провал на вдъхновените от Комунистическия интернационал революции, като например Германската революция от 1918 – 1919 г., е отрезвяващ и болшевиките преминават от доктрината за световна революция към доктрината за социализъм в една страна.
Болшевиките успяват да консолидират контрола си над Русия, но само частично успяват да възстановят териториалния контрол над неруските провинции на бившата Руска империя. Рижкият договор, подписан през март 1921 г. след Полско-съветската война, разделя териториите в Беларус и Украйна между Република Полша и Съветска Русия. Естония, Финландия, Латвия и Литва отблъсват съветските нашествия, докато Армения, Азербайджан и Грузия са окупирани от Червената армия. През 1925 г. Руската комунистическа партия (болшевики) променя името си на Всесъюзна комунистическа партия (болшевики).

### Евакуации
Около един до два милиона души, известни като бели емигранти, емигрират от Русия, много от тях с генерал Врангел, някои през Далечния изток, а други на запад в новите независими прибалтийски страни. Емигрантите са съставени до голяма степен от образованото и квалифицирано население на Русия.

### Последвали въстания
В Централна Азия войските на Червената армия продължават да срещат съпротива и през 1923 г., когато се сформират въоръжени банди от ислямски партизани (басмачи), за да се борят с болшевишките нашественици. Съветите мобилизират неруски военни в Централна Азия, като Магаза Масанчи, командир на Дунганския кавалерийски полк, за да се бият срещу басмачите. Комунистическата партия не унищожава напълно групата до 1934 г.
Генерал Анатолий Пепеляев продължава въоръжената съпротива в Аяно-Майски район до юни 1923 г. Регионите Камчатка и Северен Сахалин остават под японска окупация до подписването на договор със Съветския съюз през 1925 г., когато японските войски са окончателно са изтеглени.

### Жертви
Жертвите в Гражданската война надвишават значително загубите на Русия по времето на Първата световна война. От 1914 до 1922 според демографите 16 милиона са убити, умрели от раните си, от глад и епидемии, като повече от 8 милиона се падат на трите години на Гражданската война. Според Енциклопедия Британика жертвите са 10 милиона. Освен загиналите, около 2 милиона души напускат страната, бягайки от болшевиките.
Съветският демограф Борис Урланис изчислява през 1971 г., че в бойни действия по време на Гражданската война и Полско-съветската война са били убити 300 000 мъже – 125 000 в Червената армия, 175 500 в Белите армии и поляци, а общият брой на военнослужещите от двете страни, починали от болести, е 450 000. Борис Сенников оценява общите загуби сред населението на Тамбовска област през 1920 до 1922 г. в резултат на войната, екзекуциите и затварянето в концентрационни лагери на приблизително 240 000 души. През 1922 г. в Русия е имало най-малко 7 000 000 безпризорни деца в резултат на близо десет години опустошение от Първата световна война и Гражданската война.
В края на Гражданската война РСФСР е изтощена и близо до разруха. Сушите от 1920 и 1921 г., както и страшният глад от 1921 г., влошават още повече положението, убивайки около 5 милиона души.:с. 67 Болестите достигат пандемични размери, като 3 000 000 души умират от тиф по време на войната. Милиони други също загиват от повсеместен глад, масови убийства от двете страни и погроми срещу евреите в Украйна и Южна Русия.

#### Цивилни жертви
В резултат на Руската гражданска война загиват близо 10 милиона души, като по-голямата част от тях са цивилни жертви. Сред западните историци няма консенсус относно броя на смъртните случаи от Червения терор. Един източник дава оценки за 28 000 екзекуции годишно от декември 1917 г. до февруари 1922 г. Оценките за броя на разстреляните през началния период на Червения терор са най-малко 10 000. Оценките за целия период варират от минимум 50 000 до максимум 140 000 и 200 000 екзекутирани. Повечето оценки за общия брой екзекуции посочват цифрата около 100 000. Според разследването на Вадим Ерлихман, броят на жертвите на Червения терор е най-малко 1 200 000 души. Според Робърт Конкуест, общо 140 000 души са разстреляни през 1917 – 1922 г., но Джонатан Д. Смиле смята, че те са значително по-малко, „може би по-малко от половината от това число“. Николай Заяц заявява, че броят на разстреляните от ЧК през 1918 – 1922 г. е около 37 300 души, разстреляните през 1918 – 1921 г. по присъди на трибуналите – 14 200, т.е. общо около 50 000 – 55 000 души, въпреки че екзекуциите и зверствата не са се ограничавали само до ЧК, а са организирани и от Червената армия. През 1924 г. антиболшевикът народен социалист Сергей Мелгунов (1879 – 1956) публикува подробен отчет за Червения терор в Русия, където цитира оценките на професор Шарл Саролеа за 1 766 188 смъртни случая от болшевишката политика. Той поставя под въпрос точността на данните, но подкрепя „характеризацията на терора в Русия“ на Саролеа, заявявайки, че тя съответства на реалността. Съвременният историк Сергей Волков, оценявайки Червения терор като цялостна репресивна политика на болшевиките през годините на Гражданската война (1917 – 1922), изчислява преките жертви на Червения терор на 2 милиона души. Изчисленията на Волков обаче изглежда не са потвърдени от други големи учени.

#### Етническо насилие
Около 10 000 – 500 000 казаци са убити или депортирани по време на разказачването, от население от около три милиона. Според оценките, в Украйна са убити около 100 000 евреи. Наказателните органи на Всевеликата Донска казашка войска осъждат 25 000 души на смърт между май 1918 г. и януари 1919 г. Правителството на Колчак разстрелва 25 000 души само в Екатеринбургска област. Белият терор, както ще стане известен впоследствие, убива общо около 300 000 души.

### Икономически последици
Гражданската война има опустошително въздействие върху руската икономика. В Русия се появява черен пазар, въпреки заплахата от военно положение срещу спекулата. Рублата се срива, като бартерът все повече замества парите като средство за размяна и до 1921 г. производството на тежката промишленост спада до 20% от нивата през 1913 г. 90% от заплатите се изплащат със стоки, а не с пари. 70% от локомотивите се нуждаят от ремонт, а реквизирането на храна, съчетано с последиците от седемгодишна война и тежка суша, допринася за настъпването на масов глад, който причинява между 3 и 10 милиона смъртни случая. Производството на въглища намалява от 27,5 милиона тона (1913 г.) на 7 милиона тона (1920 г.), докато общото фабрично производство също намалява десет пъти: от 10 000 милиона рубли на 1 000 милиона рубли. Според Дейвид Крисчън, реколтата от зърно също е намаляла от 80,1 милиона тона (1913 г.) на 46,5 милиона тона (1920 г.).
Военният комунизъм спасява съветското правителство по време на Гражданската война, но голяма част от руската икономика е в застой. Някои селяни реагират на хранителните реквизиции, като отказват да обработват земята. През 1921 г. обработваемата земя намалява на 62% от предвоенните площи, а добивът от реколтата е само около 37% от нормалния. Броят на конете намалява от 35 милиона през 1916 г. до 24 г. милиона през 1920 г. и едрият добитък от 58 на 37 милиона. Валутният курс спрямо щатския долар спада от две рубли през 1914 г. до 1200 рубли през 1920 г. Въпреки че през 30-те години на XX век Русия преживява изключително бърз икономически растеж, комбинираният ефект от Първата световна война и Гражданската война оставя траен белег върху руското общество и има трайни последици за развитието на Съветския съюз.